# Айтоско
 Тази статия е за историко-географската област.  За общината вижте Айтос (община).  
Айтоско е историко-географска област в Югоизточна България, около град Айтос.
Територията ѝ съвпада приблизително с някогашната Айтоска околия, а днес включва община Айтос и почти цялата община Руен (без селата Мрежичко, Подгорец, Припек, Рожден, Рудина и Сини рид в Поморийско), както и селата Драгово в община Карнобат, Завет и Съединение в община Сунгурларе, Кръстина и Винарско в община Камено и Българово и Миролюбово в община Бургас. Разположена е в Айтоската котловина и съседни части на Източна Стара планина. Граничи с Преславско и Провадийско на север, Поморийско на изток, Бургаско на юг и Карнобатско на запад.